# 다케야마 유타로
다케야마 유타로(일본어: 竹山 祐太郎, 1901년 4월 25일~1982년 7월 7일)는 9선 중의원 의원을 지낸 일본의 정치인이다.
장남인 다케야마 유타카는 4선 참의원 의원을 지냈다.

## 생애
1901년 4월 25일에 시즈오카현 이와타군 미쓰케정(지금의 이와타시)에서 태어났다. 시즈오카현립 나카이즈미 농업학교를 거쳐 1922년에 도쿄 제국대학 농학부 실과(지금의 도쿄 농공대학)를 졸업했다. 이후 농상무성에 들어가 기관이 되었으며 1930년대 농산어촌 경제갱생운동을 실시해 전국 각지를 돌아다녔다. 1941년부터 도쿄 고등농림학교 교수를 겸임했다.
1945년 농림성을 퇴직한 뒤 전국통업회 지도부장이 되었다가 1946년 총선에 출마해 당선되면서 정치인이 되었다. 소속은 국민협동당으로 1948년에 서기장이 되었다. 나중에 개진당으로 옮겨 갔으며 농림성 시절에 면식이 있던 간사장 마쓰무라 겐조 밑에서 부간사장을 지내는 등 마쓰무라의 측근이 되었다.
1954년에 제1차 하토야마 이치로 내각이 출범하자 건설상으로 입각해 일본주택공단과 일본도로공단 설립에 앞장섰다. 보수합동으로 자유민주당이 출범하자 마쓰무라·미키파에 속했으며 이후 자유민주당 국회대책위원장, 부간사장 등을 역임했다. 후루이 요시미와 함께 마쓰무라의 측근으로서 중일국교회복 추진에도 진력했다.
1963년 총선에서 당선돼 9선 의원이 되었지만 1966년 12월에 사임한 뒤 1967년에 시즈오카현지사 선거에 출마해 당선되면서 시즈오카현지사가 되었다. 현지사로 재임하면서 공해 문제와 맞닥뜨렸으며 국립의과대학을 유치할 때 시즈오카시 유치 결정을 번복하고 하마마쓰시에 유치했다. 이는 시즈오카현 중부와 동부의 자민당 소속 현의회 의원들의 반감을 사게 만들었다.
1971년에 현지사 재선에 성공했지만 1974년에 참의원 의원 야마모토 게이자부로가 현지사 선거 출마 의욕을 보이자 순순히 물러났다. 이후 그대로 정계를 은퇴했다. 1971년에 훈1등 서보장을 수훈했다.
1982년 7월 7일에 사망했다. 향년 81세.

## 역대 선거 기록
|  | 0% |

|  | 16.43% |

|  | 14.04% |

|  | 16.64% |

|  | 16.89% |

|  | 23.31% |

|  | 16.52% |

|  | 20.53% |

|  | 19.33% |

|  | 64.19% |

|  | 68.13% |

| 전임 오자와 사에키 | 제11·12대 건설대신 1954년 12월 10일~1955년 11월 22일 | 후임 바바 모토하루 |

| 전임 사이토 도시오 | 제42·43대 시즈오카현지사 1967년 2월 1일~1974년 6월 24일 | 후임 야마모토 게이자부로 |